# Aso oke

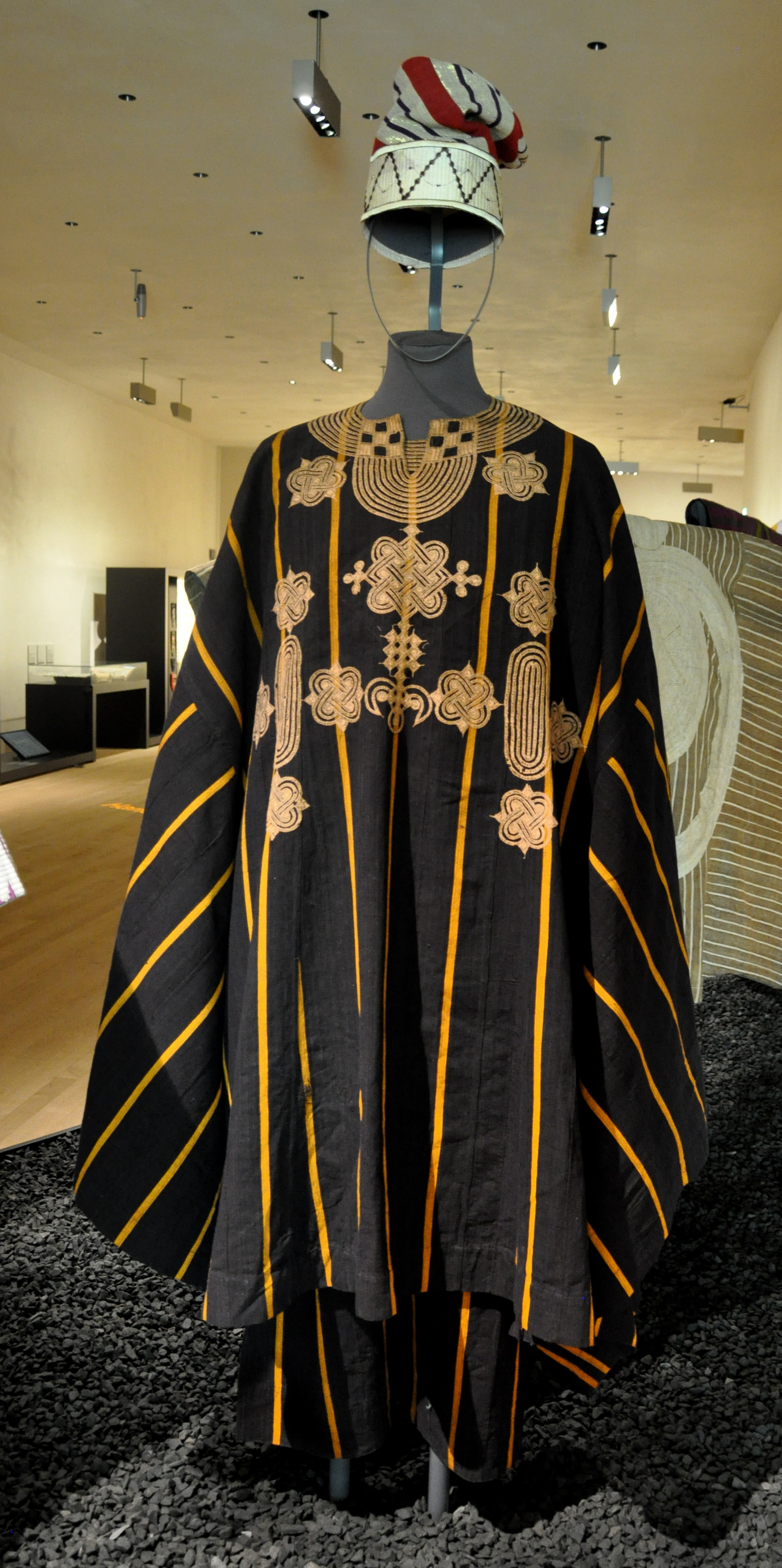
Aso oke costurado na roupa de agbada e fila

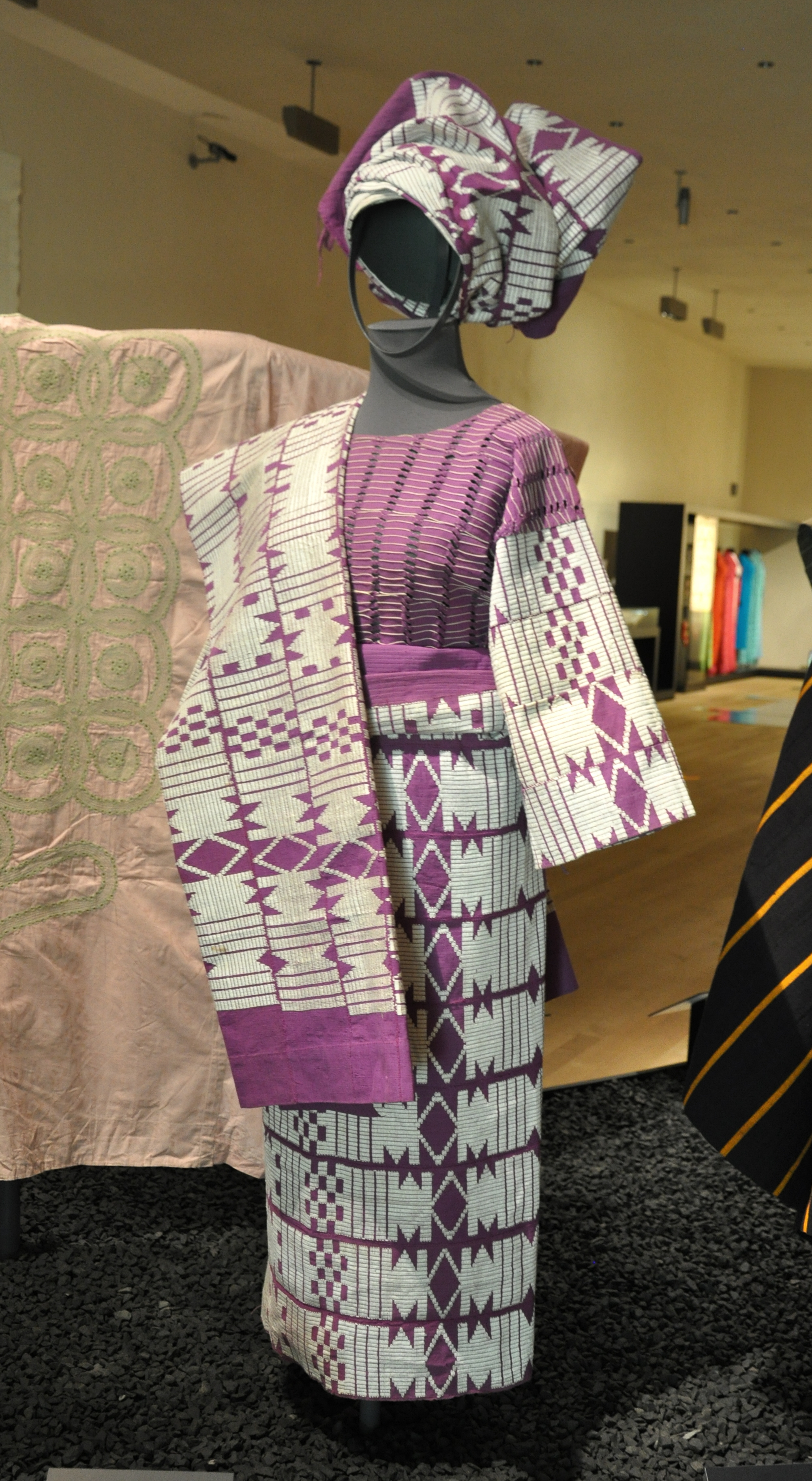
Vestimenta tradicional feminina iorubá

O tecido aso oke (iorubá: aṣọ òkè) é um tecido feito à mão que se originou do povo iorubá da Iorubalândia, na atual Nigéria, Benim e Togo. Normalmente tecido por homens, o tecido é usado para fazer vestidos masculinos, chamados agbada, e chapéus, chamados fila, bem como envoltórios femininos iorubás chamados iro e uma blusa feminina iorubá chamada buba e um vestido chamado komole, bem como um laço de cabeça, chamado gele e assim por diante.
Aso oke é da cultura iorubá nos estados de Kwara, Kogi, Ondo, Oyo, Ogun, Ekiti, Lagos e Osun no oeste da Nigéria.
A maneira de fazer o tecido permaneceu a mesma por séculos, no entanto, novas técnicas e métodos de produção foram pesquisados para eliminar o peso e a espessura do tecido aso oke. Tecidos mais leves tornam esta vestimenta mais acessível para uso casual, já que muitos dos tecidos aso oke localmente eram inadequados para certas condições climáticas.

## Tipos de aso oke
Outras maneiras pelas quais os designers fizeram esse antigo tecido tradicional se tornar mais moderno é "manipular estruturalmente e combinar motivos animais e florais em formas definidas de grades e geometria, adequadas para aplicações de design de computador". A base de motivos mais tradicionais teria se originado de fábulas e folclore.
- Tipo sanyan: tecido de seda selvagem anafê e fios de algodão. O tipo sanyan normalmente vem em uma cor bege ou marrom.[3]
- Tipo alaari: tecido com algodão sintético ou cultivado localmente e fios brilhantes, às vezes com padrões perfurados. O alaari é geralmente feito em um vermelho profundo ou roxo vibrante.[3]
- Tipo etu: tem cores índigo escuro com pequenas listras brancas notáveis por sua simplicidade.[4][5]
- Opa aro: um tecido azul escuro em cor sólida quebrado com uma faixa verde.[6]
- Ifun ou fu: uma combinação de tecido marrom claro e azul marinho.[6]
- Waka: um tecido de fundo preto sólido com uma ou duas listras de urdidura de vermelho.[6]
- Aso-ipo, ifale, abata e aponuponyin que são roupas vermelhas tecidas.[6]

Aso Oke vem em várias cores diferentes.
Os tecidos Aso oke também podem ser usados com outros tecidos Yoruba, como Aran, um tecido de veludo com desenhos concêntricos.

## Vestimenta feminina iorubá
Quando as pessoas falam de um aso oke, elas geralmente estão se referindo à vestimenta feminina iorubá tradicional, que consiste em quatro partes:
- Buba: blusa iorubá
- Iro: saia envolvente
- Gele: faixa de cabeça
- Iborun ou ipele: xale ou faixa de ombro

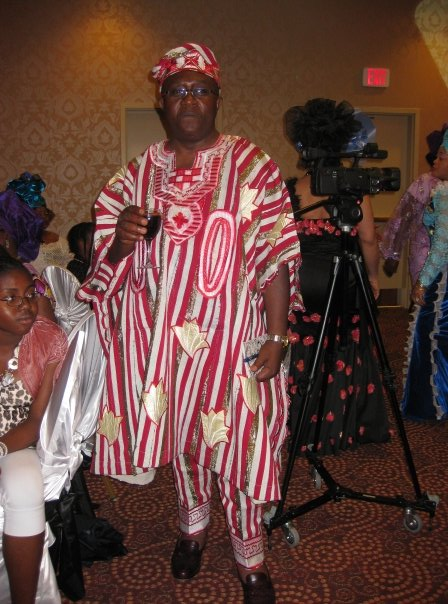
Um homem iorubá em aso oke costurado em gbariye

No entanto, as vestimentas femininas iorubás são feitas tipicamente de diferentes tecidos tradicionais iorubás, não apenas aso oke, isso inclui adire, seghosen e também diferentes tipos de renda e ankara. As vestimentas femininas iorubás também incluem pakaja/kaja e contas de cabelo.

## Traje formal
Yorubas ao redor do mundo usam tecido aso oke para ocasiões especiais, incluindo feriados, casamentos, funerais e cerimônias de título de chefe. Todos os seguidores da religião iorubá também usam tecidos e chapéus aso oke. Aso oke, especificamente o tipo etu é usado na mascarada egungum. O pano representado é usado mais próximo da pele do mascarado, ele tem uma semelhança semelhante a uma mortalha na qual os falecidos são envoltos.

## A técnica e os materiais usados na confecção do aso-oke

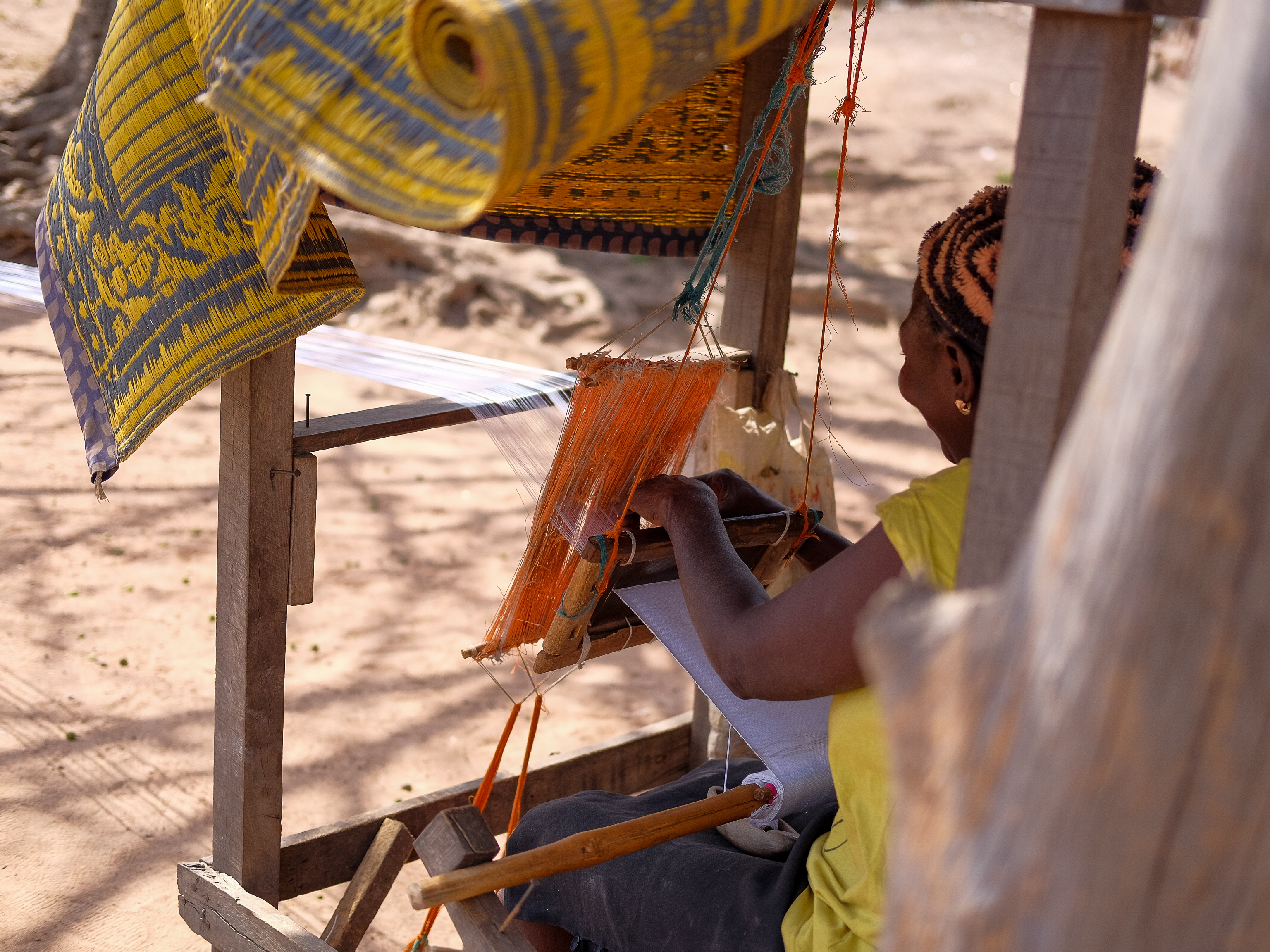
Mulher colocando em prática técnicas de tecelagem aso oke

A escolha da cor usada na confecção do design para diferentes aso-oke é um reflexo de aspectos das crenças e da vida do povo iorubá e geralmente é passada de uma geração para outra dentro das linhas familiares. Os padrões representam formas de comunicação não verbal com cada design contando uma história. Tradicionalmente, os materiais usados no passado eram de origem local e incluíam algodão nativo, seda de casulos de lagarta e fios tingidos com índigo. As ferramentas de design de tecido para a tecelagem incluem o akata (hélice), iye (a roda longa), akawo (roda curta), gowu e kikgun (rolos), aasa (batedores), omu (extensor usado para segurar o carretel) e sanrin (pino metálico).

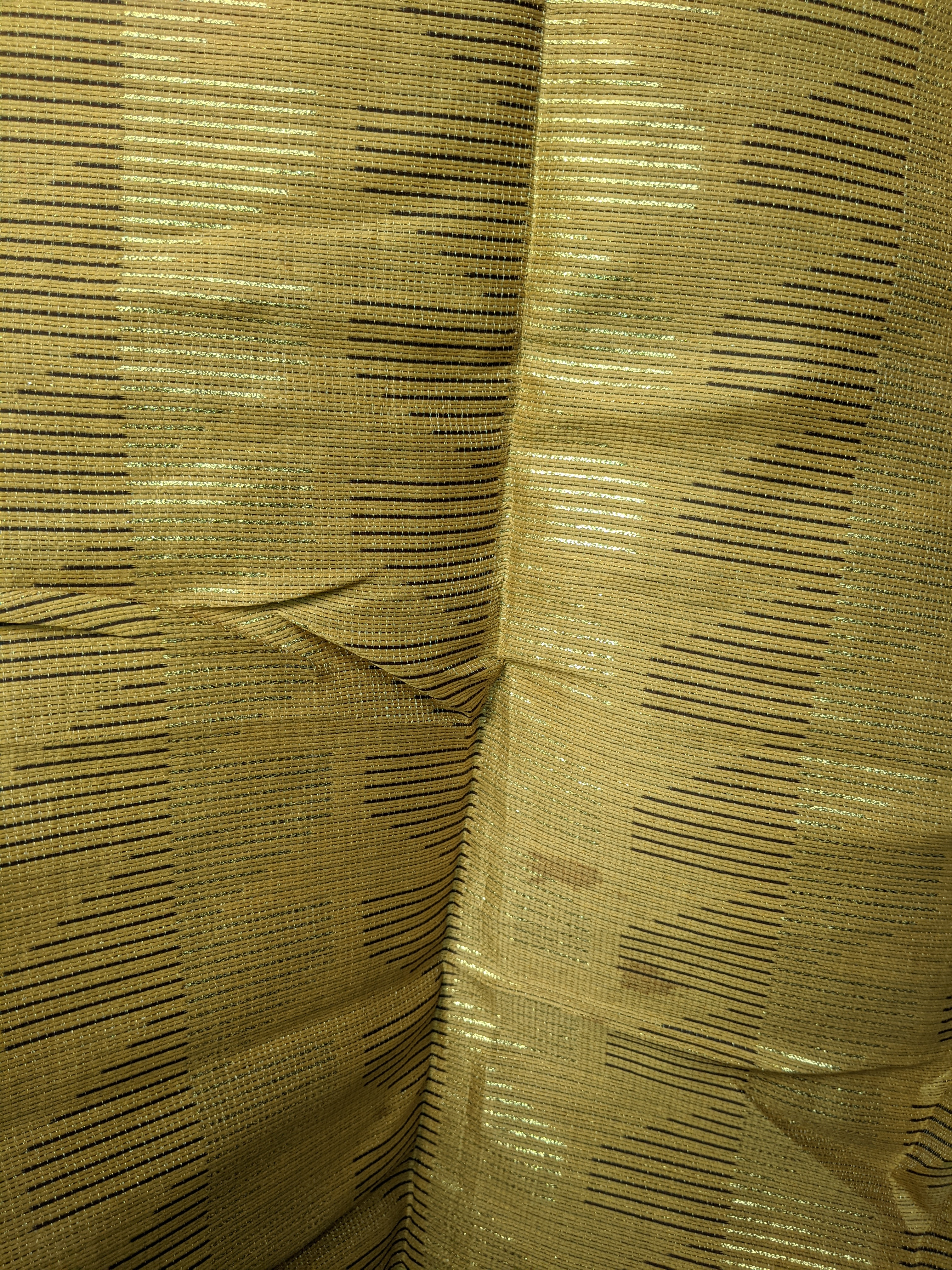
Tecido aso-oke

A técnica envolve várias etapas, que incluem preparar o fio, que na maioria dos casos é feito de algodão ou seda tingidos, ajustar o tear e, em seguida, tecer o tecido. O algodão usado na fabricação do aso-oke é feito à mão em linha que é combinada com outros materiais na produção. Para o fio são feitos de materiais naturais, como casca de cebola, após o que o fio é transformado em fios e enrolado em bobinas. Depois que o fio é feito, o tear é colocado em duas armações consistindo de dois postes verticais e uma viga horizontal. O fio da urdidura, que corre verticalmente, é enrolado na viga e enfiado em pequenas armações de metal ou madeira chamadas liços, que ajudam a controlar o fio da urdidura. Os fios que correm horizontalmente são então tecidos no tecido com o uso de controle de uma lançadeira por meio de uma técnica que alterna entre os dois fios da trama, criando assim um padrão ao fazê-lo no tecido.